# Graham Barton
Graham Barton (Brentwood, 1º giugno 2002) è un giocatore di football americano statunitense che milita nel ruolo di centro per i Tampa Bay Buccaneers della National Football League (NFL).

## Carriera universitaria
Barton iniziò a giocare a Duke nella sua prima stagione quando entrambi i primi due centri nelle gerarchie della squadra subirono infortuni che posero fine alla loro annata. Giocò come titolare le ultime cinque partite dei Blue Devils e fu inserito nella seconda formazione ideale Freshman All-American da The Athletic. Prima della sua seconda stagione fu nominato centro titolare. L'anno seguente fu inserito nella formazione ideale della Atlantic Coast Conference (ACC), riconoscimento che ottenne anche nel 2023.

## Carriera professionistica

### Tampa Bay Buccaneers
Barton era considerato uno dei migliori centri tackle selezionabili nel Draft NFL 2024 e una scelta del primo giro. Il 25 aprile 2024 fu chiamato come 26º assoluto dai Tampa Bay Buccaneers. Debuttò come professionista partendo come titolare nella gara del primo turno vinta contro i Washington Commanders. La sua prima stagione si chiuse con 16 presenze, tutte come titolare.